# Paul Bergsøe Kollegiet
Paul Bergsøe Kollegiet er et kollegium i Søllerød nord for København. Hovedparten af beboerne er studerende på DTU, 68% pr. 1. januar 2012.
Kollegiet er opført i 1966-67 som en selvejende institution, og er derfor omfattet af bekendtgørelse 666 "Bekendtgørelse om organisation af ungdomsboliger, der er opført med offentlig støtte" af d. 7/09/1991. Kollegiet har fra år 2001 ansat Polyteknisk KollegieSelskab (PKS) til at udføre den daglige administration. 
Kollegiet er opkaldt efter den danske fabrikant, civilingeniør og Dr. techn Paul Bergsøe (1873-1963), og er bygget på Paul Bergsøes ejendom Kofoedsminde. 
Kollegiet består af 16 blokke i 2 etager og har i alt 352 enkeltværelser, 31 dobbeltværelser og 32 fælleskøkkener. Alle værelser har eget bad og toilet. Faciliteterne på kollegiet inkluderer et  vaskeri og en fællesbygning med bar, festsal, mødelokale og gæsteværelse. Kollegiet består udover ungdomsboliger også af en inspektørbolig, et skovareal og en sø. Derudover er kollegiet i besiddelse af Kofoedsminde (bygningen), som var Paul Bergsøes residens fra 1916 til hans død i 1963. I sin tid på Kofoedsminde gjorde Paul Bergsøe et stort arbejde for at tilplante og få fredet arealerne omkring ejendommen, bl.a. i samarbejde med fabrikant Hempel fra Vaterlunden.

## Eksterne referencer
- Kollegiets hjemmeside

|  | Denne artikel om en bygning eller et bygningsværk kan blive bedre, hvis der indsættes et (bedre) billede. Du kan hjælpe ved at afsøge Wikimedia Commons for et passende billede eller lægge et op på Wikimedia Commons med en af de tilladte licenser og indsætte det i artiklen. |

55°48′39″N 12°30′52″Ø / 55.8108°N 12.5145°Ø